# دانيال بيرتز
دانيال بيرتز (بالعبرية: דניאל פרץ‏) هو لاعب كرة قدم إسرائيلي في مركز حراسة المرمى، ولد في 10 يوليو 2000 في تل أبيب في إسرائيل.

## وصلات خارجية
- دانيال بيرتز على موقع الاتحاد الأوربي (الإنجليزية)
- دانيال بيرتز على موقع إي إس بي إن إف سي (الإنجليزية)
- دانيال بيرتز على موقع قاعدة بيانات كرة القدم.إي يو (الإنجليزية)
- دانيال بيرتز على موقع ليكيب (الفرنسية)
- دانيال بيرتز على موقع Soccerbase.com (لاعب) (الإنجليزية)
- دانيال بيرتز على موقع Soccerway.com (الإنجليزية)
- دانيال بيرتز على موقع عالم كرة القدم.نت (الإنجليزية)
- دانيال بيرتز على موقع AS.com (الإسبانية)